# 변집견
변집견(邊執見, 산스크리트어: anta-grāha-dṛṣṭi, 팔리어: anta-ggāhikā, 영어: extreme views, extreme view)은 단(斷)과 상(常)의 두 극단[邊]에 집착하는 견해, 즉 단견(斷見)과 상견(常見)을 말한다. 변집견은 줄여서 변견(邊見)이라고도 하며, 2가지 변견이라는 뜻에서 2변(二邊)이라고도 하며, 변견(邊見)을 번역하여 극단적인 견해라고도 하고 2변(二邊)을 번역하여 두 극단이라고도 한다.
《대승광오온론》에 따르면, 변집견 즉 단견과 상견은 중도(中道)와 출리(出離)를 장애하는 작용[業]을 한다.

## 단견
단견(斷見)은 세간(世間)과 자아(自我)는 사후(死後)에 완전히 소멸된다는 견해로, 즉 인과의 상속, 업(業)의 상속 또는 심상속(心相續)을 부정하는 견해이다. 불교의 입장에서 보면, 단견(斷見)은 윤회가 존재하며 무위법인 열반이 존재한다는 것을 부정하는 견해이다.
단견(斷見)은 단멸된다는 극단 또는 단멸된다는 극단적인 견해라는 뜻에서 단변(斷邊)이라고도 한다.
《대승광오온론》에 따르면, 5취온이 이 세상에서 사라지면 그것으로 모든 것이 끝이라는 견해가 단견이다. 즉 마치 깨어진 병에 다시는 물을 담아 사용할 수 없는 것처럼 작자(作者) · 장부(丈夫) 등이 있어 그들은 죽어서 다시는 태어나지 않는다고 집착하는 것을 말한다. 즉 업의 상속과 윤회를 부정하는 유물론적인 견해를 말한다.

## 상견
상견(常見, 산스크리트어: nityadrsti, śāśvatadrsti, 팔리어: sassata-ditthi)은 세간(世間)과 자아(自我)는 사후(死後)에도 없어지지 않는다는 견해이다. 상견(常見)에는 나름의 논리를 갖춘 다양한 견해가 있다. 불교의 입장에서 보면, 모든 상견(常見)은 유위법을 무위법으로 여기는 잘못된 견해이다.
상견(常見)은 영원하다는 극단 또는 영원하다는 극단적인 견해라는 뜻에서 상변(常邊)이라고도 한다.
예를 들어, 《대승광오온론》에 따르면, 아트만[我, 나, 자아, 영혼]과 대자재천[自在]이 편재[遍]하고 영원불멸[常]한 존재라는 힌두교의 교의가 상견에 해당한다. 여기서 대자재천(大自在天) 또는 자재천(自在天)은 힌두교의 시바신을 말하는데, 힌두교의 3주신 교의에 따르면 시바신은 우주의 본원적 실재인 브라만의 한 측면이다. 즉, 불교에서는 힌두교의 아트만과 브라만이 실법(實法) 즉 실재하는 존재 또는 실체가 아니라 5온에 근거하여 성립된 관념 즉 가법(假法)일 뿐이라고 본다. 그리고 이러한 가설적 존재들을 설정하지 않아도 해탈 또는 완전한 깨달음이 가능하다고 보며, 나아가 이러한 가설적 존재들에 의존하는 것이 도리어 해탈 또는 완전한 깨달음에 장애가 된다고 본다. 이에 비해 힌두교에서는 영원불멸한 존재인 브라만에서 현상(불교 용어로는, 유위법 즉 5온 즉 만법 즉 우주)이 전개된다고 본다. 따라서 아트만과 브라만이 하나가 되는 범아일여(梵我一如)의 경지 즉 사마디 상태에서만 진리를 알게 된다고, 즉 즈냐나[智, 지혜]가 획득된다고 본다. 이와 같이, 불교와 힌두교는 현상을 바라보는 관점이 서로 상이하며, 각각 나름의 논리를 갖추고 있다.

## 62견의 상견 단견 분별
초기 불교의 외도의 견해인 62견(六十二見) 가운데 단견은 7가지, 상견은 40가지로 총 47가지가 변집견에 해당하고 나머지 15가지는 상견이라고도 단견이라고도 할 수 없다.
| 구분 | 대분류 | 소분류                                | 상견 | 단견 |
| 본겁본견(本劫本見) - 18견 = 18제악견취(十八諸惡見趣) = 전제분별견(前際分別見) = 과거에 관한 18종의 사견 = Speculations about the Past (Pubbantakappika) - 18 views    | 상론(常論) - 4견 = 상견론(常見論) = 변상론(遍常論) = 상주불멸론(常住不滅論) = Eternalism (Sassatavāda)                                                                            | (1) 상론 초견                         | ●    |      |
| 본겁본견(本劫本見) - 18견 = 18제악견취(十八諸惡見趣) = 전제분별견(前際分別見) = 과거에 관한 18종의 사견 = Speculations about the Past (Pubbantakappika) - 18 views    | 상론(常論) - 4견 = 상견론(常見論) = 변상론(遍常論) = 상주불멸론(常住不滅論) = Eternalism (Sassatavāda)                                                                            | (2) 상론 제2견                        | ●    |      |
| 본겁본견(本劫本見) - 18견 = 18제악견취(十八諸惡見趣) = 전제분별견(前際分別見) = 과거에 관한 18종의 사견 = Speculations about the Past (Pubbantakappika) - 18 views    | 상론(常論) - 4견 = 상견론(常見論) = 변상론(遍常論) = 상주불멸론(常住不滅論) = Eternalism (Sassatavāda)                                                                            | (3) 상론 제3견                        | ●    |      |
| 본겁본견(本劫本見) - 18견 = 18제악견취(十八諸惡見趣) = 전제분별견(前際分別見) = 과거에 관한 18종의 사견 = Speculations about the Past (Pubbantakappika) - 18 views    | 상론(常論) - 4견 = 상견론(常見論) = 변상론(遍常論) = 상주불멸론(常住不滅論) = Eternalism (Sassatavāda)                                                                            | (4) 상론 제4견                        | ●    |      |
| 본겁본견(本劫本見) - 18견 = 18제악견취(十八諸惡見趣) = 전제분별견(前際分別見) = 과거에 관한 18종의 사견 = Speculations about the Past (Pubbantakappika) - 18 views    | 역상역무상론(亦常亦無常論) - 4견 = 일분상견론(一分常見論) = 일분상론(一分常論) = 반상반무상론(半常半無常論) = Partial-Eternalism (Ekaccasassatavāda)                              | (5) 역상역무상론 초견                 | ●    |      |
| 본겁본견(本劫本見) - 18견 = 18제악견취(十八諸惡見趣) = 전제분별견(前際分別見) = 과거에 관한 18종의 사견 = Speculations about the Past (Pubbantakappika) - 18 views    | 역상역무상론(亦常亦無常論) - 4견 = 일분상견론(一分常見論) = 일분상론(一分常論) = 반상반무상론(半常半無常論) = Partial-Eternalism (Ekaccasassatavāda)                              | (6) 역상역무상론 제2견                | ●    |      |
| 본겁본견(本劫本見) - 18견 = 18제악견취(十八諸惡見趣) = 전제분별견(前際分別見) = 과거에 관한 18종의 사견 = Speculations about the Past (Pubbantakappika) - 18 views    | 역상역무상론(亦常亦無常論) - 4견 = 일분상견론(一分常見論) = 일분상론(一分常論) = 반상반무상론(半常半無常論) = Partial-Eternalism (Ekaccasassatavāda)                              | (7) 역상역무상론 제3견                | ●    |      |
| 본겁본견(本劫本見) - 18견 = 18제악견취(十八諸惡見趣) = 전제분별견(前際分別見) = 과거에 관한 18종의 사견 = Speculations about the Past (Pubbantakappika) - 18 views    | 역상역무상론(亦常亦無常論) - 4견 = 일분상견론(一分常見論) = 일분상론(一分常論) = 반상반무상론(半常半無常論) = Partial-Eternalism (Ekaccasassatavāda)                              | (8) 역상역무상론 제4견                | ●    |      |
| 본겁본견(本劫本見) - 18견 = 18제악견취(十八諸惡見趣) = 전제분별견(前際分別見) = 과거에 관한 18종의 사견 = Speculations about the Past (Pubbantakappika) - 18 views    | 변무변론(邊無邊論) - 4견 = 유변무변상론(有邊無邊想論) = 유변등론(有邊等論) = 세계유한무한론(世界有限無限論) = Doctrines of the Finitude and Infinity of the World (Antānantavāda) | (9) 변무변론 초견                     |      |      |
| 본겁본견(本劫本見) - 18견 = 18제악견취(十八諸惡見趣) = 전제분별견(前際分別見) = 과거에 관한 18종의 사견 = Speculations about the Past (Pubbantakappika) - 18 views    | 변무변론(邊無邊論) - 4견 = 유변무변상론(有邊無邊想論) = 유변등론(有邊等論) = 세계유한무한론(世界有限無限論) = Doctrines of the Finitude and Infinity of the World (Antānantavāda) | (10) 변무변론 제2견                   |      |      |
| 본겁본견(本劫本見) - 18견 = 18제악견취(十八諸惡見趣) = 전제분별견(前際分別見) = 과거에 관한 18종의 사견 = Speculations about the Past (Pubbantakappika) - 18 views    | 변무변론(邊無邊論) - 4견 = 유변무변상론(有邊無邊想論) = 유변등론(有邊等論) = 세계유한무한론(世界有限無限論) = Doctrines of the Finitude and Infinity of the World (Antānantavāda) | (11) 변무변론 제3견                   |      |      |
| 본겁본견(本劫本見) - 18견 = 18제악견취(十八諸惡見趣) = 전제분별견(前際分別見) = 과거에 관한 18종의 사견 = Speculations about the Past (Pubbantakappika) - 18 views    | 변무변론(邊無邊論) - 4견 = 유변무변상론(有邊無邊想論) = 유변등론(有邊等論) = 세계유한무한론(世界有限無限論) = Doctrines of the Finitude and Infinity of the World (Antānantavāda) | (12) 변무변론 제4견                   |      |      |
| 본겁본견(本劫本見) - 18견 = 18제악견취(十八諸惡見趣) = 전제분별견(前際分別見) = 과거에 관한 18종의 사견 = Speculations about the Past (Pubbantakappika) - 18 views    | 종종론(種種論) - 4견 = 불사교란론(不死矯亂論) = 이문이답론(異問異答論) = Doctrines of Endless Equivocation (Amarāvikkhepavāda)                                                    | (13) 종종론 초견                      |      |      |
| 본겁본견(本劫本見) - 18견 = 18제악견취(十八諸惡見趣) = 전제분별견(前際分別見) = 과거에 관한 18종의 사견 = Speculations about the Past (Pubbantakappika) - 18 views    | 종종론(種種論) - 4견 = 불사교란론(不死矯亂論) = 이문이답론(異問異答論) = Doctrines of Endless Equivocation (Amarāvikkhepavāda)                                                    | (14) 종종론 제2견                     |      |      |
| 본겁본견(本劫本見) - 18견 = 18제악견취(十八諸惡見趣) = 전제분별견(前際分別見) = 과거에 관한 18종의 사견 = Speculations about the Past (Pubbantakappika) - 18 views    | 종종론(種種論) - 4견 = 불사교란론(不死矯亂論) = 이문이답론(異問異答論) = Doctrines of Endless Equivocation (Amarāvikkhepavāda)                                                    | (15) 종종론 제3견                     |      |      |
| 본겁본견(本劫本見) - 18견 = 18제악견취(十八諸惡見趣) = 전제분별견(前際分別見) = 과거에 관한 18종의 사견 = Speculations about the Past (Pubbantakappika) - 18 views    | 종종론(種種論) - 4견 = 불사교란론(不死矯亂論) = 이문이답론(異問異答論) = Doctrines of Endless Equivocation (Amarāvikkhepavāda)                                                    | (16) 종종론 제4견                     |      |      |
| 본겁본견(本劫本見) - 18견 = 18제악견취(十八諸惡見趣) = 전제분별견(前際分別見) = 과거에 관한 18종의 사견 = Speculations about the Past (Pubbantakappika) - 18 views    | 무인이유론(無因而有論) - 2견 = 무인론(無因論) = 무인생론(無因生論) = 본무금유론(本無今有論) = Doctrines of Fortuitous Origination (Adhiccasamuppannavāda)                         | (17) 무인이유론 초견                  |      |      |
| 본겁본견(本劫本見) - 18견 = 18제악견취(十八諸惡見趣) = 전제분별견(前際分別見) = 과거에 관한 18종의 사견 = Speculations about the Past (Pubbantakappika) - 18 views    | 무인이유론(無因而有論) - 2견 = 무인론(無因論) = 무인생론(無因生論) = 본무금유론(本無今有論) = Doctrines of Fortuitous Origination (Adhiccasamuppannavāda)                         | (18) 무인이유론 제2견                 |      |      |
| 말겁말견(末劫末見) - 44견 = 44제악견취(四十四諸惡見趣) = 후제분별견(後際分別見) = 미래에 관한 44종의 사견 = Speculations about the Future (Aparantakappika) - 44 view | 유상론(有想論) - 16견 = 유견상론(有見想論) = 사후유상론(死後有想論) = Doctrines of Percipient Immortality (Saññīvāda)                                                             | (19) 유상론 초견 (제1그룹 1)          | ●    |      |
| 말겁말견(末劫末見) - 44견 = 44제악견취(四十四諸惡見趣) = 후제분별견(後際分別見) = 미래에 관한 44종의 사견 = Speculations about the Future (Aparantakappika) - 44 view | 유상론(有想論) - 16견 = 유견상론(有見想論) = 사후유상론(死後有想論) = Doctrines of Percipient Immortality (Saññīvāda)                                                             | (20) 유상론 제2견 (제1그룹 2)         | ●    |      |
| 말겁말견(末劫末見) - 44견 = 44제악견취(四十四諸惡見趣) = 후제분별견(後際分別見) = 미래에 관한 44종의 사견 = Speculations about the Future (Aparantakappika) - 44 view | 유상론(有想論) - 16견 = 유견상론(有見想論) = 사후유상론(死後有想論) = Doctrines of Percipient Immortality (Saññīvāda)                                                             | (21) 유상론 제3견 (제1그룹 3)         | ●    |      |
| 말겁말견(末劫末見) - 44견 = 44제악견취(四十四諸惡見趣) = 후제분별견(後際分別見) = 미래에 관한 44종의 사견 = Speculations about the Future (Aparantakappika) - 44 view | 유상론(有想論) - 16견 = 유견상론(有見想論) = 사후유상론(死後有想論) = Doctrines of Percipient Immortality (Saññīvāda)                                                             | (22) 유상론 제4견 (제1그룹 4)         | ●    |      |
| 말겁말견(末劫末見) - 44견 = 44제악견취(四十四諸惡見趣) = 후제분별견(後際分別見) = 미래에 관한 44종의 사견 = Speculations about the Future (Aparantakappika) - 44 view | 유상론(有想論) - 16견 = 유견상론(有見想論) = 사후유상론(死後有想論) = Doctrines of Percipient Immortality (Saññīvāda)                                                             | (23) 유상론 제5견 (제2그룹 1)         | ●    |      |
| 말겁말견(末劫末見) - 44견 = 44제악견취(四十四諸惡見趣) = 후제분별견(後際分別見) = 미래에 관한 44종의 사견 = Speculations about the Future (Aparantakappika) - 44 view | 유상론(有想論) - 16견 = 유견상론(有見想論) = 사후유상론(死後有想論) = Doctrines of Percipient Immortality (Saññīvāda)                                                             | (24) 유상론 제6견 (제2그룹 2)         | ●    |      |
| 말겁말견(末劫末見) - 44견 = 44제악견취(四十四諸惡見趣) = 후제분별견(後際分別見) = 미래에 관한 44종의 사견 = Speculations about the Future (Aparantakappika) - 44 view | 유상론(有想論) - 16견 = 유견상론(有見想論) = 사후유상론(死後有想論) = Doctrines of Percipient Immortality (Saññīvāda)                                                             | (25) 유상론 제7견 (제2그룹 3)         | ●    |      |
| 말겁말견(末劫末見) - 44견 = 44제악견취(四十四諸惡見趣) = 후제분별견(後際分別見) = 미래에 관한 44종의 사견 = Speculations about the Future (Aparantakappika) - 44 view | 유상론(有想論) - 16견 = 유견상론(有見想論) = 사후유상론(死後有想論) = Doctrines of Percipient Immortality (Saññīvāda)                                                             | (26) 유상론 제8견 (제2그룹 4)         | ●    |      |
| 말겁말견(末劫末見) - 44견 = 44제악견취(四十四諸惡見趣) = 후제분별견(後際分別見) = 미래에 관한 44종의 사견 = Speculations about the Future (Aparantakappika) - 44 view | 유상론(有想論) - 16견 = 유견상론(有見想論) = 사후유상론(死後有想論) = Doctrines of Percipient Immortality (Saññīvāda)                                                             | (27) 유상론 초견 (제3그룹 1)          | ●    |      |
| 말겁말견(末劫末見) - 44견 = 44제악견취(四十四諸惡見趣) = 후제분별견(後際分別見) = 미래에 관한 44종의 사견 = Speculations about the Future (Aparantakappika) - 44 view | 유상론(有想論) - 16견 = 유견상론(有見想論) = 사후유상론(死後有想論) = Doctrines of Percipient Immortality (Saññīvāda)                                                             | (28) 유상론 제2견 (제3그룹 2)         | ●    |      |
| 말겁말견(末劫末見) - 44견 = 44제악견취(四十四諸惡見趣) = 후제분별견(後際分別見) = 미래에 관한 44종의 사견 = Speculations about the Future (Aparantakappika) - 44 view | 유상론(有想論) - 16견 = 유견상론(有見想論) = 사후유상론(死後有想論) = Doctrines of Percipient Immortality (Saññīvāda)                                                             | (29) 유상론 제3견 (제3그룹 3)         | ●    |      |
| 말겁말견(末劫末見) - 44견 = 44제악견취(四十四諸惡見趣) = 후제분별견(後際分別見) = 미래에 관한 44종의 사견 = Speculations about the Future (Aparantakappika) - 44 view | 유상론(有想論) - 16견 = 유견상론(有見想論) = 사후유상론(死後有想論) = Doctrines of Percipient Immortality (Saññīvāda)                                                             | (30) 유상론 제4견 (제3그룹 4)         | ●    |      |
| 말겁말견(末劫末見) - 44견 = 44제악견취(四十四諸惡見趣) = 후제분별견(後際分別見) = 미래에 관한 44종의 사견 = Speculations about the Future (Aparantakappika) - 44 view | 유상론(有想論) - 16견 = 유견상론(有見想論) = 사후유상론(死後有想論) = Doctrines of Percipient Immortality (Saññīvāda)                                                             | (31) 유상론 제5견 (제4그룹 1)         | ●    |      |
| 말겁말견(末劫末見) - 44견 = 44제악견취(四十四諸惡見趣) = 후제분별견(後際分別見) = 미래에 관한 44종의 사견 = Speculations about the Future (Aparantakappika) - 44 view | 유상론(有想論) - 16견 = 유견상론(有見想論) = 사후유상론(死後有想論) = Doctrines of Percipient Immortality (Saññīvāda)                                                             | (32) 유상론 제6견 (제4그룹 2)         | ●    |      |
| 말겁말견(末劫末見) - 44견 = 44제악견취(四十四諸惡見趣) = 후제분별견(後際分別見) = 미래에 관한 44종의 사견 = Speculations about the Future (Aparantakappika) - 44 view | 유상론(有想論) - 16견 = 유견상론(有見想論) = 사후유상론(死後有想論) = Doctrines of Percipient Immortality (Saññīvāda)                                                             | (33) 유상론 제7견 (제4그룹 3)         | ●    |      |
| 말겁말견(末劫末見) - 44견 = 44제악견취(四十四諸惡見趣) = 후제분별견(後際分別見) = 미래에 관한 44종의 사견 = Speculations about the Future (Aparantakappika) - 44 view | 유상론(有想論) - 16견 = 유견상론(有見想論) = 사후유상론(死後有想論) = Doctrines of Percipient Immortality (Saññīvāda)                                                             | (34) 유상론 제8견 (제4그룹 4)         | ●    |      |
| 말겁말견(末劫末見) - 44견 = 44제악견취(四十四諸惡見趣) = 후제분별견(後際分別見) = 미래에 관한 44종의 사견 = Speculations about the Future (Aparantakappika) - 44 view | 무상론(無想論) - 8견 = 사후무상론(死後無想論) = Doctrines of Non-percipient Immortality (Asaññīvāda)                                                                              | (35) 무상론 초견 (제1그룹 1)          | ●    |      |
| 말겁말견(末劫末見) - 44견 = 44제악견취(四十四諸惡見趣) = 후제분별견(後際分別見) = 미래에 관한 44종의 사견 = Speculations about the Future (Aparantakappika) - 44 view | 무상론(無想論) - 8견 = 사후무상론(死後無想論) = Doctrines of Non-percipient Immortality (Asaññīvāda)                                                                              | (36) 무상론 제2견 (제1그룹 2)         | ●    |      |
| 말겁말견(末劫末見) - 44견 = 44제악견취(四十四諸惡見趣) = 후제분별견(後際分別見) = 미래에 관한 44종의 사견 = Speculations about the Future (Aparantakappika) - 44 view | 무상론(無想論) - 8견 = 사후무상론(死後無想論) = Doctrines of Non-percipient Immortality (Asaññīvāda)                                                                              | (37) 무상론 제3견 (제1그룹 3)         | ●    |      |
| 말겁말견(末劫末見) - 44견 = 44제악견취(四十四諸惡見趣) = 후제분별견(後際分別見) = 미래에 관한 44종의 사견 = Speculations about the Future (Aparantakappika) - 44 view | 무상론(無想論) - 8견 = 사후무상론(死後無想論) = Doctrines of Non-percipient Immortality (Asaññīvāda)                                                                              | (38) 무상론 제4견 (제1그룹 4)         | ●    |      |
| 말겁말견(末劫末見) - 44견 = 44제악견취(四十四諸惡見趣) = 후제분별견(後際分別見) = 미래에 관한 44종의 사견 = Speculations about the Future (Aparantakappika) - 44 view | 무상론(無想論) - 8견 = 사후무상론(死後無想論) = Doctrines of Non-percipient Immortality (Asaññīvāda)                                                                              | (39) 무상론 제5견 (제2그룹 1)         | ●    |      |
| 말겁말견(末劫末見) - 44견 = 44제악견취(四十四諸惡見趣) = 후제분별견(後際分別見) = 미래에 관한 44종의 사견 = Speculations about the Future (Aparantakappika) - 44 view | 무상론(無想論) - 8견 = 사후무상론(死後無想論) = Doctrines of Non-percipient Immortality (Asaññīvāda)                                                                              | (40) 무상론 제6견 (제2그룹 2)         | ●    |      |
| 말겁말견(末劫末見) - 44견 = 44제악견취(四十四諸惡見趣) = 후제분별견(後際分別見) = 미래에 관한 44종의 사견 = Speculations about the Future (Aparantakappika) - 44 view | 무상론(無想論) - 8견 = 사후무상론(死後無想論) = Doctrines of Non-percipient Immortality (Asaññīvāda)                                                                              | (41) 무상론 제7견 (제2그룹 3)         | ●    |      |
| 말겁말견(末劫末見) - 44견 = 44제악견취(四十四諸惡見趣) = 후제분별견(後際分別見) = 미래에 관한 44종의 사견 = Speculations about the Future (Aparantakappika) - 44 view | 무상론(無想論) - 8견 = 사후무상론(死後無想論) = Doctrines of Non-percipient Immortality (Asaññīvāda)                                                                              | (42) 무상론 제8견 (제2그룹 4)         | ●    |      |
| 말겁말견(末劫末見) - 44견 = 44제악견취(四十四諸惡見趣) = 후제분별견(後際分別見) = 미래에 관한 44종의 사견 = Speculations about the Future (Aparantakappika) - 44 view | 비유상비무상론(非有想非無想論) - 8견 = 사후비유상비무상론(死後比喩想非無想論) = Doctrines of Neither Percipient Nor Non-Percipient Immortality (N'evasaññī-nāsaññīvāda)           | (43) 비유상비무상론 초견 (제1그룹 1)  | ●    |      |
| 말겁말견(末劫末見) - 44견 = 44제악견취(四十四諸惡見趣) = 후제분별견(後際分別見) = 미래에 관한 44종의 사견 = Speculations about the Future (Aparantakappika) - 44 view | 비유상비무상론(非有想非無想論) - 8견 = 사후비유상비무상론(死後比喩想非無想論) = Doctrines of Neither Percipient Nor Non-Percipient Immortality (N'evasaññī-nāsaññīvāda)           | (44) 비유상비무상론 제2견 (제1그룹 2) | ●    |      |
| 말겁말견(末劫末見) - 44견 = 44제악견취(四十四諸惡見趣) = 후제분별견(後際分別見) = 미래에 관한 44종의 사견 = Speculations about the Future (Aparantakappika) - 44 view | 비유상비무상론(非有想非無想論) - 8견 = 사후비유상비무상론(死後比喩想非無想論) = Doctrines of Neither Percipient Nor Non-Percipient Immortality (N'evasaññī-nāsaññīvāda)           | (45) 비유상비무상론 제3견 (제1그룹 3) | ●    |      |
| 말겁말견(末劫末見) - 44견 = 44제악견취(四十四諸惡見趣) = 후제분별견(後際分別見) = 미래에 관한 44종의 사견 = Speculations about the Future (Aparantakappika) - 44 view | 비유상비무상론(非有想非無想論) - 8견 = 사후비유상비무상론(死後比喩想非無想論) = Doctrines of Neither Percipient Nor Non-Percipient Immortality (N'evasaññī-nāsaññīvāda)           | (46) 비유상비무상론 제4견 (제1그룹 4) | ●    |      |
| 말겁말견(末劫末見) - 44견 = 44제악견취(四十四諸惡見趣) = 후제분별견(後際分別見) = 미래에 관한 44종의 사견 = Speculations about the Future (Aparantakappika) - 44 view | 비유상비무상론(非有想非無想論) - 8견 = 사후비유상비무상론(死後比喩想非無想論) = Doctrines of Neither Percipient Nor Non-Percipient Immortality (N'evasaññī-nāsaññīvāda)           | (47) 비유상비무상론 제5견 (제2그룹 1) | ●    |      |
| 말겁말견(末劫末見) - 44견 = 44제악견취(四十四諸惡見趣) = 후제분별견(後際分別見) = 미래에 관한 44종의 사견 = Speculations about the Future (Aparantakappika) - 44 view | 비유상비무상론(非有想非無想論) - 8견 = 사후비유상비무상론(死後比喩想非無想論) = Doctrines of Neither Percipient Nor Non-Percipient Immortality (N'evasaññī-nāsaññīvāda)           | (48) 비유상비무상론 제6견 (제2그룹 2) | ●    |      |
| 말겁말견(末劫末見) - 44견 = 44제악견취(四十四諸惡見趣) = 후제분별견(後際分別見) = 미래에 관한 44종의 사견 = Speculations about the Future (Aparantakappika) - 44 view | 비유상비무상론(非有想非無想論) - 8견 = 사후비유상비무상론(死後比喩想非無想論) = Doctrines of Neither Percipient Nor Non-Percipient Immortality (N'evasaññī-nāsaññīvāda)           | (49) 비유상비무상론 제7견 (제2그룹 3) | ●    |      |
| 말겁말견(末劫末見) - 44견 = 44제악견취(四十四諸惡見趣) = 후제분별견(後際分別見) = 미래에 관한 44종의 사견 = Speculations about the Future (Aparantakappika) - 44 view | 비유상비무상론(非有想非無想論) - 8견 = 사후비유상비무상론(死後比喩想非無想論) = Doctrines of Neither Percipient Nor Non-Percipient Immortality (N'evasaññī-nāsaññīvāda)           | (50) 비유상비무상론 제8견 (제2그룹 4) | ●    |      |
| 말겁말견(末劫末見) - 44견 = 44제악견취(四十四諸惡見趣) = 후제분별견(後際分別見) = 미래에 관한 44종의 사견 = Speculations about the Future (Aparantakappika) - 44 view | 단멸론(斷滅論) - 7견 = 단견론(斷見論) = 공무론(空無論) = Annihilationism (Ucchedavāda)                                                                                            | (51) 단멸론 초견                      |      | ●    |
| 말겁말견(末劫末見) - 44견 = 44제악견취(四十四諸惡見趣) = 후제분별견(後際分別見) = 미래에 관한 44종의 사견 = Speculations about the Future (Aparantakappika) - 44 view | 단멸론(斷滅論) - 7견 = 단견론(斷見論) = 공무론(空無論) = Annihilationism (Ucchedavāda)                                                                                            | (52) 단멸론 제2견                     |      | ●    |
| 말겁말견(末劫末見) - 44견 = 44제악견취(四十四諸惡見趣) = 후제분별견(後際分別見) = 미래에 관한 44종의 사견 = Speculations about the Future (Aparantakappika) - 44 view | 단멸론(斷滅論) - 7견 = 단견론(斷見論) = 공무론(空無論) = Annihilationism (Ucchedavāda)                                                                                            | (53) 단멸론 제3견                     |      | ●    |
| 말겁말견(末劫末見) - 44견 = 44제악견취(四十四諸惡見趣) = 후제분별견(後際分別見) = 미래에 관한 44종의 사견 = Speculations about the Future (Aparantakappika) - 44 view | 단멸론(斷滅論) - 7견 = 단견론(斷見論) = 공무론(空無論) = Annihilationism (Ucchedavāda)                                                                                            | (54) 단멸론 제4견                     |      | ●    |
| 말겁말견(末劫末見) - 44견 = 44제악견취(四十四諸惡見趣) = 후제분별견(後際分別見) = 미래에 관한 44종의 사견 = Speculations about the Future (Aparantakappika) - 44 view | 단멸론(斷滅論) - 7견 = 단견론(斷見論) = 공무론(空無論) = Annihilationism (Ucchedavāda)                                                                                            | (55) 단멸론 제5견                     |      | ●    |
| 말겁말견(末劫末見) - 44견 = 44제악견취(四十四諸惡見趣) = 후제분별견(後際分別見) = 미래에 관한 44종의 사견 = Speculations about the Future (Aparantakappika) - 44 view | 단멸론(斷滅論) - 7견 = 단견론(斷見論) = 공무론(空無論) = Annihilationism (Ucchedavāda)                                                                                            | (56) 단멸론 제6견                     |      | ●    |
| 말겁말견(末劫末見) - 44견 = 44제악견취(四十四諸惡見趣) = 후제분별견(後際分別見) = 미래에 관한 44종의 사견 = Speculations about the Future (Aparantakappika) - 44 view | 단멸론(斷滅論) - 7견 = 단견론(斷見論) = 공무론(空無論) = Annihilationism (Ucchedavāda)                                                                                            | (57) 단멸론 제7견                     |      | ●    |
| 말겁말견(末劫末見) - 44견 = 44제악견취(四十四諸惡見趣) = 후제분별견(後際分別見) = 미래에 관한 44종의 사견 = Speculations about the Future (Aparantakappika) - 44 view | 현재니원론(現在泥洹論) - 5견 = 현법열반론(現法涅槃論) = 현재득무위론(現在得無爲論) = Doctrines of Nibbāna Here and Now (Diṭṭhadhammanibbānavāda)                                  | (58) 현재니원론 초견                  |      |      |
| 말겁말견(末劫末見) - 44견 = 44제악견취(四十四諸惡見趣) = 후제분별견(後際分別見) = 미래에 관한 44종의 사견 = Speculations about the Future (Aparantakappika) - 44 view | 현재니원론(現在泥洹論) - 5견 = 현법열반론(現法涅槃論) = 현재득무위론(現在得無爲論) = Doctrines of Nibbāna Here and Now (Diṭṭhadhammanibbānavāda)                                  | (59) 현재니원론 제2견                 |      |      |
| 말겁말견(末劫末見) - 44견 = 44제악견취(四十四諸惡見趣) = 후제분별견(後際分別見) = 미래에 관한 44종의 사견 = Speculations about the Future (Aparantakappika) - 44 view | 현재니원론(現在泥洹論) - 5견 = 현법열반론(現法涅槃論) = 현재득무위론(現在得無爲論) = Doctrines of Nibbāna Here and Now (Diṭṭhadhammanibbānavāda)                                  | (60) 현재니원론 제3견                 |      |      |
| 말겁말견(末劫末見) - 44견 = 44제악견취(四十四諸惡見趣) = 후제분별견(後際分別見) = 미래에 관한 44종의 사견 = Speculations about the Future (Aparantakappika) - 44 view | 현재니원론(現在泥洹論) - 5견 = 현법열반론(現法涅槃論) = 현재득무위론(現在得無爲論) = Doctrines of Nibbāna Here and Now (Diṭṭhadhammanibbānavāda)                                  | (61) 현재니원론 제4견                 |      |      |
| 말겁말견(末劫末見) - 44견 = 44제악견취(四十四諸惡見趣) = 후제분별견(後際分別見) = 미래에 관한 44종의 사견 = Speculations about the Future (Aparantakappika) - 44 view | 현재니원론(現在泥洹論) - 5견 = 현법열반론(現法涅槃論) = 현재득무위론(現在得無爲論) = Doctrines of Nibbāna Here and Now (Diṭṭhadhammanibbānavāda)                                  | (62) 현재니원론 제5견                 |      |      |
| 합계 2 | 10 | 62                                    | 40   | 7    |

## 같이 보기
- 3도: 견도 · 수도 · 무학도
  - 견도: 16심 · 고법지인
  - 무학도: 34심
  - 성문 수행계위: 4향4과 - 10결(= 5하분결 + 5상분결)
  - 보살 수행계위: 52위
- 현관: 4제현관 · 6현관
- 유루와 무루
- 번뇌의 해석
- 번뇌의 다른 이름
  - 개 · 결 · 계 · 구 · 구애 · 궤 · 근 · 뇌 · 누 · 박 · 상해 · 소 · 소유 · 소해 · 수면 · 수번뇌 · 악행 · 액 · 열 · 유쟁 · 쟁 · 전 · 전 · 조림 · 주올 · 취 · 치연 · 폭류 · 화
- 번뇌의 작용
- 번뇌의 분류
  - 3루
  - 4액
  - 4취
  - 4폭류
  - 5부: 견고소단 · 견집소단 · 견멸소단 · 견도소단 · 수도소단 = 견소단 + 수소단
  - 5주지번뇌
  - 견혹 + 수혹 = 견소단 + 수소단 = 미리혹 + 미사혹 = 분별기 + 구생기
  - 근본번뇌 + 수번뇌
  - 번뇌장 + 소지장
- 번뇌 = 근본번뇌 + 수번뇌
  - 근본번뇌 = 수면
    - 3근본번뇌: 탐 · 진 · 치
    - 6수면: 탐 · 진 · 만 · 무명 · 견 · 의
    - 7수면: 욕탐 · 진 · 유탐 · 만 · 무명 · 견 · 의
    - 10수면: 탐 · 진 · 만 · 무명 · 유신견 · 변집견 · 사견 · 견취 · 계금취 · 의
    - 12수면: 욕탐 · 진 · 색탐 · 무색탐 · 만 · 무명 · 유신견 · 변집견 · 사견 · 견취 · 계금취 · 의
    - 98근본번뇌(설일체유부)
      - 견혹 = 견소단 = 미리혹 = 분별기: 설일체유부의 88근본번뇌
      - 수혹 = 수소단 = 미사혹 = 구생기: 설일체유부의 10근본번뇌

    - 128근본번뇌(유식유가행파)
      - 견혹 = 견소단 = 미리혹 = 분별기: 유식유가행파의 112근본번뇌
      - 수혹 = 수소단 = 미사혹 = 구생기: 유식유가행파의 16근본번뇌

  - 수번뇌 = 전
    - 8전 · 10전 · 6번뇌구
    - 19수번뇌(설일체유부)
      - 소번뇌지법의 10가지 모두: 분 · 부 · 간 · 질 · 뇌 · 해 · 한 · 첨 · 광 · 교
      - 대불선지법의 2가지 모두: 무참 · 무괴
      - 대번뇌지법의 6가지 가운데 5가지: 방일 · 해태 · 불신 · 혼침 · 도거
      - 부정지법의 8가지 가운데 2가지: 수면 · 악작

    - 20수번뇌(유식유가행파)
      - 소수번뇌심소의 10가지 모두: 분 · 한 · 부 · 뇌 · 질 · 간 · 광 · 첨 · 해 · 교
      - 중수번뇌심소의 2가지 모두: 무참 · 무괴
      - 대수번뇌심소의 8가지 모두: 도거 · 혼침 · 불신 · 해태 · 방일 · 실념 · 산란 · 부정지
- 번뇌 = 잡염 = 유부무기 + 불선
  - 유부무기
    - 욕계의 번뇌의 일부 · 색계의 번뇌 · 무색계의 번뇌
    - 4근본번뇌(말나식의 4번뇌: 아치 · 아견 · 아만 · 아애)

  - 불선 · 악
    - 욕계의 번뇌의 대다수
    - 불선근
    - 5악 · 10악
- 번뇌 = 108번뇌 = 98수면 + 10전
- 번뇌 = 개: 5개
- 번뇌 = 결: 2결 · 3결 · 4결 · 5결 · 9결 · 10결(= 5하분결 + 5상분결) · 98결 · 108결
- 번뇌 = 구애: 3구애 · 5구애
- 번뇌 = 뇌: 3뇌
- 번뇌 = 누: 3루
- 번뇌 = 박: 3박 · 4박
- 번뇌 = 사: 7사 · 10사 · 98사 · 128사
- 번뇌 = 악행: 3악행
- 번뇌 = 취: 2취 · 4취

## 참고 문헌
- 곽철환 (2003). 《시공 불교사전》. 시공사 / 네이버 지식백과. |title=에 외부 링크가 있음 (도움말)
- 미륵 지음, 현장 한역, 강명희 번역 (K.614, T.1579). 《유가사지론》. 한글대장경 검색시스템 - 전자불전연구소 / 동국역경원. K.570(15-465), T.1579(30-279). |title=에 외부 링크가 있음 (도움말)
- 세친 지음, 현장 한역, 권오민 번역 (K.955, T.1558). 《아비달마구사론》. 한글대장경 검색시스템 - 전자불전연구소 / 동국역경원. K.955(27-453), T.1558(29-1). |title=에 외부 링크가 있음 (도움말)
- 호법 등 지음, 현장 한역, 김묘주 번역 (K.614, T.1585). 《성유식론》. 한글대장경 검색시스템 - 전자불전연구소 / 동국역경원. K.614(17-510), T.1585(31-1). |title=에 외부 링크가 있음 (도움말)
- 세친 지음, 현장 한역, 송성수 번역 (K.618, T.1612). 《대승오온론》. 한글대장경 검색시스템 - 전자불전연구소 / 동국역경원. K.618(17-637), T.1612(31-848). |title=에 외부 링크가 있음 (도움말)
- 운허.  동국역경원 편집, 편집. 《불교 사전》. |title=에 외부 링크가 있음 (도움말)
- (영어) DDB. 《Digital Dictionary of Buddhism (電子佛教辭典)》. Edited by A. Charles Muller. |title=에 외부 링크가 있음 (도움말)
- (중국어) 미륵 조, 현장 한역 (T.1579). 《유가사지론(瑜伽師地論)》. 대정신수대장경. T30, No. 1579. CBETA. |title=에 외부 링크가 있음 (도움말)
- (중국어) 佛門網. 《佛學辭典(불학사전)》. |title=에 외부 링크가 있음 (도움말)
- (중국어) 星雲. 《佛光大辭典(불광대사전)》 3판. |title=에 외부 링크가 있음 (도움말)
- (중국어) 세친 조, 현장 한역 (T.1612). 《대승오온론(大乘五蘊論)》. 대정신수대장경. T31, No. 1612, CBETA. |title=에 외부 링크가 있음 (도움말)
- (중국어) 세친 조, 현장 한역 (T.1558). 《아비달마구사론(阿毘達磨俱舍論)》. 대정신수대장경. T29, No. 1558, CBETA. |title=에 외부 링크가 있음 (도움말)
- (중국어) 호법 등 지음, 현장 한역 (T.1585). 《성유식론(成唯識論)》. 대정신수대장경. T31, No. 1585, CBETA. |title=에 외부 링크가 있음 (도움말)